# Regiunea Celeabinsk
Regiunea Celeabinsk este un ținut din Rusia cu statut de subiect federal. Capitala regiunii este orașul Celeabinsk.
Suprafața este de 87,900 km².
Conform recensământului din 2002, populația era de 3.603.339 locuitori. La recensământul din 2010, aceasta scăzuse la 3.476.217 locuitori.